# Honeycomb Beat
Honeycomb Beat es un videojuego de puzles desarrollado por Hudson Soft para Nintendo DS. El juego fue distribuido por Hudson Soft en Japón, por Konami en Estados Unidos y por Rising Star Games en Europa, llegando al mercado japonés el 10 de agosto de 2006, al mercado estadounidense el 27 de marzo de 2007 y al mercado europeo el 19 de octubre de 2007.
El juego se caracteriza por tener más de 200 puzles únicos y por utilizar la pantalla táctil para completar cada uno de ellos.